# Той, хто втопив світ
«Той, хто втопив світ» (англ. He Who Drowned the World) — історичний фентезійний роман австралійської письменниці Шеллі Паркер-Чан 2023 року. Це продовження дебютного фільму автора «Та, що стала сонцем», який отримав премію British Fantasy Award у 2021 році, і завершує дилогію «Сяючий імператор».

## Сюжет
Роман продовжує історію «Та, що стала сонцем», у якій Чжу Чунба, селянська дівчина в Китаї XIV століття, приймає особу свого померлого брата та його обіцянку величі, щоб уникнути «нікчемності» власної долі. Шукаючи притулку в монастирі, Джу Чонба зберігає обман, повільно отримує статус, піднімається до влади, а коли монастир знищено, приєднується до Червоних пов'язок, потім, усунувши своїх ворогів одного за одним, зрештою займає столицю та, зумівши викликати Небесний мандат (який у цій серії з'являється як фізичний прояв вогню) нарешті коронованується королем.
У «Той, хто втопив світ» Джу Чонба, тепер Джу Юаньчжан, Сяючий Король, нарешті тріумфує, щасливо одружений з жінкою, яка знає таємницю її особистості, і перемагає, звільнивши південний Китай від його монгольських панів. Але її честолюбство ще не задоволено: вона має намір зайняти трон і коронуватися імператором.
Однак амбіціям Джу загрожує впливова куртизанка мадам Чжан, яка жадає трон для свого чоловіка. Щоб зміцнити свої шанси, Джу мусить вступити в ризикований союз із давнім ворогом: блискучим, складним генералом-євнухом Оуяном, який під час їхньої останньої сутички відрубав Джу руку, і який все ще шукає шансу помститися за вбивство свого батька великому хану.
Тим часом вчений Ван Баосян також потрапив до столиці та планує за допомогою серії смертоносних інтриг поставити імперію на коліна. Бо Баосян також прагне помститися: його план — стати найрозпуснішим Великим ханом в історії — і таким чином помститися як патріархальному суспільству, яке зневажає його таким, яким він є, так і родині монгольських воїнів, яка зневажала його.

## Теми
Похмуріші та морально неоднозначніші, ніж «Та, що стала Сонцем», теми включають взаємозв'язок між владою та статтю, руйнівну природу бажання, «цінність самосприйняття», а також «руйнівні наслідки само -ненависть і фанатизм можуть впливати на окремих людей і суспільство в цілому».

## Відгуки
Рецензенти високо оцінили «Того, хто втопив світ» за його яскравий текст, безкомпромісну характеристику та інноваційне трактування тем статі та влади. Авторка фентезі Саманта Шеннон описала його як «чудовий у всіх відношеннях». The Washington Post назвав його одним із найкращих науково-фантастичних і фентезі-назв 2023 року, хоча деякі критики висловили застереження щодо використання реальних історичних персонажів, де сюжет розходиться з тим, що ми знаємо про реальні наслідки дії тих діячів. В інтерв'ю Паркер-Чан каже, що таке гендерне переосмислення китайської історії викликало суперечки в Китаї. «Газети материкового Китаю були цим не дуже задоволені. Якщо ви будете возитися зі своїми історичними діячами, такими як великі патріархи, у людей буде своя думка».